# Lothar R. Schmidt

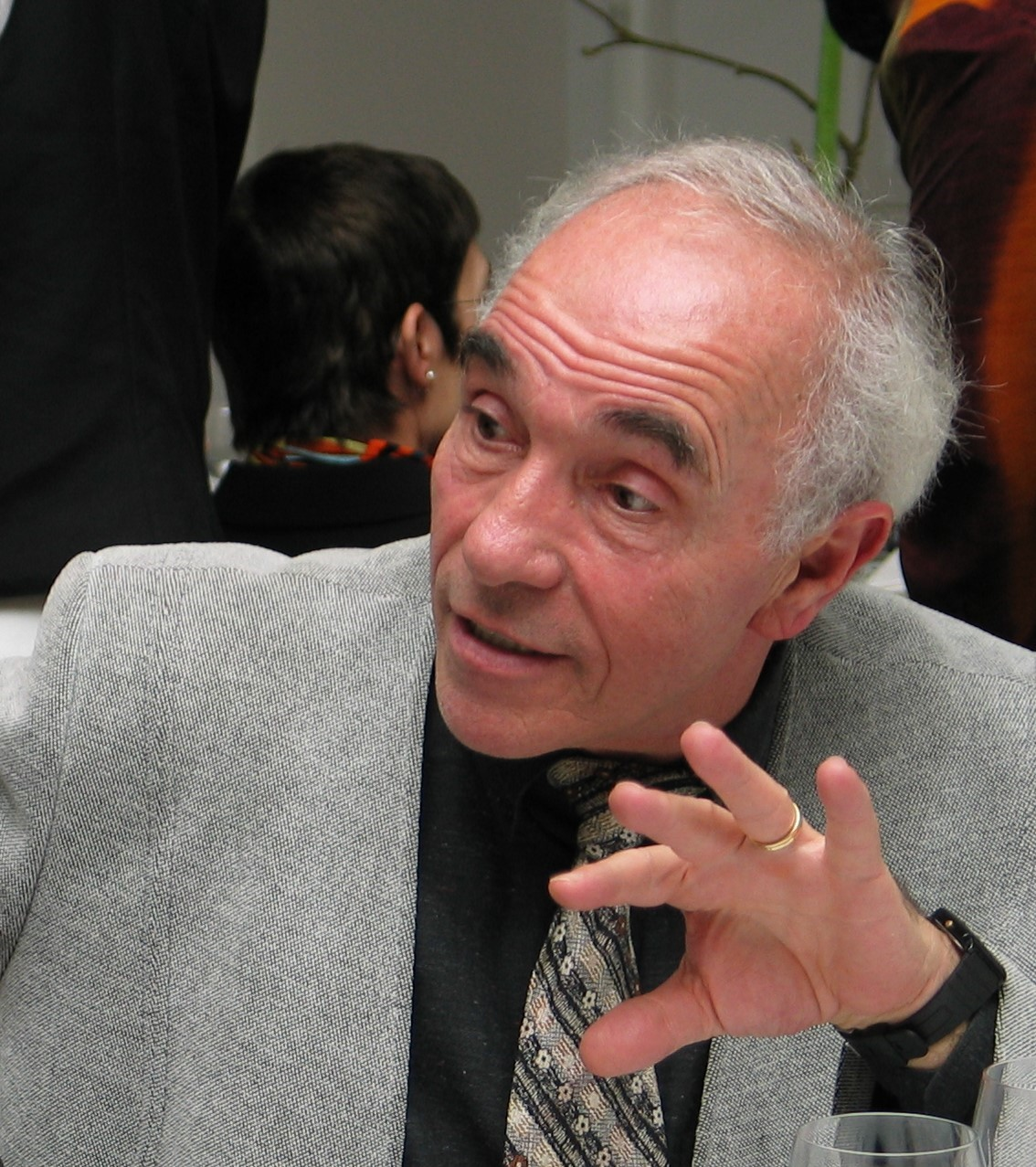
Lothar R. Schmidt

Lothar Richard Schmidt (* 9. Juni 1936 in Neunkirchen (Saar); † 30. Oktober 2020 in Saarbrücken) war ein deutscher Psychologe. Er war zuletzt bis zu seiner Emeritierung im Jahr 2001 Ordinarius für Klinische Psychologie und Gesundheitspsychologie an der Universität Trier und Forscher auf den Gebieten Klinische, Medizinische und Gesundheitspsychologie sowie der Psychiatriereform. Er publizierte vor allem als Lothar R. Schmidt.

## Ausbildung
Lothar R. Schmidt studierte von 1959 bis 1963 an der Universität des Saarlandes in Saarbrücken Psychologie. 1963 erwarb er dort das Diplom. Im Jahr 1967 promovierte er mit dem Thema Einstellungen gegenüber Autoritätspersonen und selektives Gedächtnis bei Kindern an der gleichen Universität. Seine Habilitation erfolgte im Jahr 1972 am Universitätsklinikum des Saarlandes in Homburg.

## Berufliche Tätigkeit
Im Anschluss an sein Diplomstudium arbeitete er als wissenschaftlicher Assistent bzw. Akademischer Rat am Psychologischen Institut der Universität des Saarlandes in Saarbrücken von Juni 1963 bis Februar 1970.
Danach ging er von März 1970 bis August 1971 als Research Assistant Professor an die University of Illinois zu Raymond B. Cattell, einem der führenden Persönlichkeitspsychologen seiner Zeit.
Nach seiner Rückkehr wurde er ab September 1971 Direktor der neu eingerichteten Fachrichtung Medizinische Psychologie und Klinische Psychologie an der Medizinischen Fakultät der Universität des Saarlandes (Homburg). Nach der Habilitation (die seinerzeit für Berufungen jedoch nicht zwingend war) wurde er 1972 zum ersten Professor für Medizinische Psychologie am Universitätsklinikum des Saarlandes in Homburg berufen, wo er bis 1980 wirkte. Von 1977 bis 1979 war er auch Dekan der Medizinischen Fakultät der Universität des Saarlandes.
Rufe nach Tübingen (Lehrstuhl Klinische Psychologie) und an die FU Berlin (Lehrstuhl Medizinische Psychologie) hatte er abhgelehnt, folgte 1980 einem Ruf zum eu aufzubauenden Fachbereich Psychologie an der Universität Trier und war dort bis zu seiner Emeritierung 2001 Lehrstuhlinhaber für Klinische Psychologie und Gesundheitspsychologie (Professur C4). Er arbeitete dabei besonders eng mit Peter Schwenkmezger und dem gleichfalls aus Saarbrücken stammenden Leo Montada zusammen. Von 1983 bis 1985 war er dort Dekan der Fachbereiches Psychologie, von 1987 bis 1990 Vizepräsident der Universität Trier.

## Wissenschaftliche und fachpolitische Leistungen
Während des Aufenthaltes bei Cattell und auch danach beschäftigte er sich mit dem Konzept der sogenannten Objektiven Tests, was in seiner Habilitation sowie der Adaptation und Mit-Herausgabe einer Objektiven Testbatterie (OA-TB) nach Cattell und einigen Anwendungsstudien seinen Niederschlag fand. Montada charakterisiert ihn als einen der Pioniere, welche die Testtheorie und Entwicklung der Testverfahren (dabei die Anwendung der Faktorenanalyse noch „von Hand“ ohne Computer und Statistikprogramme wie SPSS) beherrschten und lehrten.
In seine Homburger Zeit fiel die Einführung „psychosozialer“ Fächer in die Medizinausbildung ab 1970. Schmidt wurde damit betraut, in Homburg diese Ausbildung in Medizinischer Psychologie aufzubauen. Für die Bewältigung dieser Aufgabe war er am Aufbau bundesweiter Netzwerke aktiv beteiligt. So leitete er ab 1977 gemeinsam mit Jörn Scheer die Sektion Medizinische Psychologie der für diese Aufgabe neu gegründeten Hochschullehrerkonferenz für Psychosomatik, Psychotherapie und Medizinische Psychologie. Im April 1979 wurde daraus eine eigene Fachgesellschaft, die Deutsche Gesellschaft für Medizinische Psychologie gegründet – Schmidt gehörte bis 1981 dem Gründungsvorstand an und war dessen Vorsitzender.
Im Jahr 1974 war er mit Friedbert Steigerwald der erste Schriftleiter der neubegründeten Zeitschrift Medizinische Psychologie, was er bis 1982 fortführte.
Vor allem die Gesundheitspsychologie und ihre Verschränkung mit der Klinischen und Medizinischen Psychologie bildeten den wissenschaftlichen und fachpolitischen Schwerpunkt seiner Tätigkeit in Trier – als „Antithese“ zur ausschließlich auf die Psychopathologie und auf Störungen fokussierten Klinischen Psychologie. Er war Mitautor mehrerer Lehrbücher (u. a. ein in 2 Auflagen erschienenes Lehrbuch der Klinischen Psychologie sowie mit Peter Schwenkmezger ein Lehrbuch der Gesundheitspsychologie) und Mitherausgeber mehrerer Fachzeitschriften, so der Zeitschrift für Gesundheitspsychologie oder einem Themenheft Gesundheitspsychologe der Zeitschrift für Klinische Psychologie. Mit dem Psychiater Wolfgang Werner verfolgte er auch weiter Projekte zur Psychiatriereform, wozu z. B. sein Beitrag Öffnung! Für eine Veränderung des psychiatrischen Systems und des psychologischen Rollenverständnisses gehörte.
Enge Kontakte hatte er auch zu Hans Szewczyk und den Kollegen sowie Vorstandsmitgliedern der Sektionen Medizinische Psychologie der Gesellschaft für Psychotherapie, Psychosomatik und Medizinische Psychologie sowie der Gesellschaft für Psychiatrie und Neurologie der DDR, woraus sich „freundschaftlich-kollegiale Beziehungen zu den Kolleginnen und Kollegen in der DDR ergaben, die ein ähnliches Verständnis zur Medizinischen Psychologie entwickelt hatten“. Anders als in anderen Fachgebieten führte das zu einem „Vereinigungskongress“ der deutschen Fachgesellschaften 1990 in Berlin, bei dem sich die Deutsche Gesellschaft für Medizinische Psychologie (DGMP) neu konstituierte.
In seinem letzten Buch Klinische Psychologie Entwicklungen – Reformen – Perspektiven analysiert er die Situation dieses Gebietes und stellt aufgrund seiner langjährigen Erfahrungen einige Perspektiven vor, welche die Umsetzung bestimmter Reformvorschläge erfordern würden. So kritisierte er die zu starke Fokussierung des Faches auf die Psychotherapie. Demgegenüber betonte er die Bedeutung des sozialen Umfelds, das sich in der Gemeindepsychologie und besonders der Gesundheitspsychologie abbildet. Ein besonderes Anliegen waren ihm dabei die Gemeindepsychologie und die Sozialpsychiatrie. Der Psychologie empfahl er, sich trotz der Mängel und Begrenzungen dieser Ansätze dem Spannungsfeld der Sozialpolitik und der sozialen Gerechtigkeit zu stellen und dieses mit ihren Methoden zu analysieren. Ein Spannungsfeld sah er auch im Verhältnis von Gemeindepsychologie und Public Health und machte sich insgesamt stark für die Auseinandersetzung mit den der Klinischen Psychologie und Psychiatrie innewohnenden breiten „dialektischen Spannungsfeldern“. Er pflegte den anregenden Blick über die fachlichen Gartenzäune.

## Persönliches
Schmidt war verheiratet mit Hilde Schmidt, einer Erziehungswissenschaftlerin, die als Anne Hildeschmidt publiziert. Schmidt wurde auf dem Waldfriedhof in Dillingen beigesetzt.

## Ausgewählte Werke
- Objektive Persönlichkeitsmessung in diagnostischer und klinischer Psychologie. Beltz, Weinheim/Basel 1975, ISBN 3-407-54525-8.
- Lehrbuch der klinischen Psychologie. 2. Auflage. Enke, Stuttgart 1984, ISBN 3-432-89542-9.
- Psychologie in der Medizin. Thieme, Stuttgart 1984, ISBN 3-13-650901-3.
- mit Peter Schwenkmezger (Hrsg.): Lehrbuch der Gesundheitspsychologie. Enke, Stuttgart 1994, ISBN 3-432-26311-2.[12]
- mit Bernd H. Keßler: Anamnese. Methodische Probleme, Erhebungsstrategien und Schemata. Beltz, Weinheim 1976, ISBN 3-407-51110-8.
- als Hrsg.: Psychologische Aspekte medizinischer Maßnahmen. Springer Verlag, 1992, ISBN 3-540-54259-0.[13]
- Klinische Psychologie Entwicklungen – Reformen – Perspektiven. Dgvt-Verlag, Tübingen 2001, ISBN 3-87159-037-1.